# Якумо (броненосный крейсер)
Броненосный крейсер «Якумо» — боевой корабль японского императорского флота начала XX века. Разработан на базе проекта «Принц Генрих». По основным характеристикам соответствовал броненосным крейсерам типа «Асама». Единственный японский крейсер, построенный в Германии.

## Проектирование и постройка
Последний броненосный крейсер программы (6+6)- «Якумо» — заложили в 1897 году на германской верфи «Вулкан» в Штеттине со сроком его сдачи в апреле 1900 года.

## Конструкция

### Бронирование
Для повышения снарядостойкости все толстые плиты изготовляли из брони, закаленной по способу Круппа, а тонкие (менее 127 мм) — из гомогенной сталеникелевой. Броневую палубу и крыши башен главного калибра изготовили из экстрамягкой никелевой стали.
Главный броневой пояс «Якумо» простирался от носа до кормы и имел высоту 2,15 м. При нормальной осадке над водой находилось 0,6 м брони. В центральной части корабля был 68,4-метровый участок из 178-мм плит. Далее в нос и корму его толщина, как и на второй паре крейсеров британской постройки, составляла 89 мм. Над главным поясом шёл 127-мм верхний. Его длина составляла 61,6 м, а высота — 2,4 м. Концы этого пояса замыкались плоскими траверзами, образуя верхнюю цитадель. Толщина носового составляла 152 мм, а кормового — 32 мм.

### Вооружение
Особенностью вооружения корабля стала принципиально другая конструкция башен главного калибра. Никакого хранения боеприпасов внутри башни не было, подача снарядов и зарядов из погребов, расположенных ниже ватерлинии.

### Энергетическая установка
Силовая установка: две паровые машины и 24 водотрубных котла системы Бельвиля.

### Мореходность
Якумо показал крайне посредственную мореходность. Отсутствие полубака вместе с перегруженной броней и вооружением носовой частью делало его чрезвычайно «мокрым» и затрудняло ведение огня в плохую погоду из носовой башни ГК и из казематов нижнего яруса. Но на «Якумо» таких казематов было только четыре и каждая 6-дюймовка имела свой индивидуальный элеватор, что обеспечивало более высокую скорострельность пушкам, установленным на верхней палубе за щитами.

## Оценка проекта
Построенный «Вулканом» для русского флота бронепалубный крейсер «Богатырь» по своим основным конструктивным решениям представлял собой масштабно уменьшенный броненосный крейсер «Якумо».

## Командиры корабля
- капитан 1-го ранга Того Масамити (Togo, Masamichi) — с 23 марта 1899 года по 1 ноября 1900 года[3].
- капитан 1-го ранга Томиока Садаясу (Tomioka, Sadayasu) — с 1 ноября 1900 года по 6 июля 1901 года[4].
- капитан 1-го ранга Ясухара Киндзи (Yasuhara, Kinji) — с 6 июля 1901 года по 25 июня 1903 года[4].
- капитан 1-го ранга Мацумото Аринобу (Matsumoto, Arinobu) — с 25 июня 1903 года по 2 ноября 1905 года[5].
- капитан 1-го ранга Сэндо Такэтэру (Sendo, Taketeru) — с 7 апреля 1906 года по 1 июля 1907 года[6].
- капитан 1-го ранга Тонами Куракити (Tonami, Kurakichi) — с 1 июля 1907 года по 28 августа 1908 года[7].
- капитан 1-го ранга Нисияма Санэтика (Nishiyama, Sanechika) — с 28 августа по 10 декабря 1908 года[8].
- капитан 1-го ранга Эгути Ринроку (Eguchi, Rinroku) — c 31 января 1911 года по 21 сентября 1911 года[9].